# NGC 6134
NGC 6134是星座矩尺座中的疏散星團。詹姆斯·鄧祿普在1826年發現了它。